# ماتئوس بورکوفسکی
ماتئوس بورکوفسکی (انگلیسی: Mateusz Borkowski؛ زادهٔ ۲ آوریل ۱۹۹۷) ورزشکار دو و میدانی اهل لهستان است.
وی در مسابقات کشوری و بین‌المللی در مجموع برندهٔ ۱ مدال طلا شده‌است.